# Svalutation (chanson)
 (janvier 2023).
- Si vous ne connaissez pas le sujet, laissez ce bandeau (vous pouvez alors contacter les auteurs).
- Si vous supprimez le contenu mis en cause (vous pouvez préalablement contacter les auteurs),

argumentez précisément cette suppression dans la page de discussion
(un manque de référence n'est pas un argument ; une recherche réelle de référence doit avoir été effectuée, être formellement documentée).
Singles de Adriano Celentano
Un'altra volta chiudi la porta
(1975) A woman in love
(1977)
Svalutation est un morceau du chanteur italien Adriano Celentano sorti en 1976 sur l'album du même nom.

## Signification
En français la chanson se traduirait par « Dévaluation », dans laquelle le chanteur raconte la crise que connaissait l'Italie à l'époque. S'il y soulève « qu'il y en a tellement qui roule à contre-sens », Adriano Celentano y regrette plus gravement « qu'on vive plus des armes que du pain » ou demande 

« qu'avec cette nouvelle banque de bandits, 
on lui explique un peu quelle est la valeur de la vie ? »

Mais en fin de chanson, il propose aussi une solution : 

« Quand tu penses à toi
Pense aussi un peu à moi. »

La chanson fait écho à I Want to Know, morceau en deux parties qui ouvre et clos l'album et consiste également en une dénonciation de la crise que connaît le pays. 

## Influences
La chanson est inspirée de Lotta Lovin' de Gene Vincent. Avec deux refrains joués dans un genre reggae / ska avec une guitare à contretemps.

## Succès
Après un léger succès en Europe dans les années 1960, le chanteur revint en 1976 avec cette chanson et connut  un succès très important sur l'ensemble du continent européen. La chanson resta dix-huit semaines dans les hit-parades français, et obtiendra la quatrième place. De même en Suisse la chanson fut quatorze semaines dans les hit-parades.

## Reprises
- La chanson a été reprise par Gérard Darmon sur l'album Dancing, en 2006.
- Adriano Celentano l'interprète en 2006 aux côtés de Piero Pelu.
- Hélène Segara reprend ce titre sur son album de reprises italiennes "Amaretti" en 2016.